# إيفلين حسن
إيفلين حسن (29 أغسطس 1978 -)، ممثلة ومؤدية أصوات سورية.

## عن حياتها
ولدت في محافظة طرطوس، انضمت إلى «المعهد العالي للفنون المسرحية» في سوريا وبعد تخرجها بدأت تأخذ بعض الأدوار الصغيرة ببعض المسلسلات والأعمال المسرحية والإذاعية بداية من عام 2000، لكن جاء نجاحها بعد مشاركتها في المسلسل المصري «فارس بلا جواد» مع الفنان محمد صبحي.

## أعمالها

### من المسلسلات
أسياد المال
- الصبر.
- هولاكو.
- فارس بلا جواد.
- بيت العز.
- الاية.
- أنشودة المطر.
- قبل الغروب.
- أبو زيد الهلالي.
- بقعة ضوء - الموسم الخامس.
- تحولات.
- من غير ليه.
- شركاء يتقاسمون الخراب.
- أهل الغرام - الجزء الثاني.
- أصوات خافتة.
- قلبي معكم.
- زنود الست.
- بيت عامر.
- صراع الزمن.

### دبلجة
- المسلسل التركي دقات قلب.
- المسلسل التركي ميرنا وخليل.
- المسلسل التركي الأرض الطيبة.
- المسلسل التركي نساء حائرات.
- المسلسل التركي أسرار البنات.
- مالك من أبطال الكرة.
- دافينا من تانكن دريلاند
- أحلام تيمي.
- إيروكا

## روابط خارجية
- إيفلين حسن على موقع قاعدة بيانات الأفلام العربية